# Oncidium excellens
Oncidium excellens là một loài thực vật có hoa trong họ Lan. Loài này được (Rchb. f.) M.W. Chase & N.H. Williams mô tả khoa học đầu tiên năm 2008.